# Le Ménil
Le Ménil ist eine französische Gemeinde mit 984 Einwohnern (Stand 1. Januar 2022) im Département Vosges der Region Grand Est. Sie gehört zum Arrondissement Épinal und zum Gemeindeverband Ballons des Hautes-Vosges.

## Geografie
Die Gemeinde Le Ménil liegt in den Vogesen im Südosten Lothringens. Die Städte Remiremont und Gérardmer sind jeweils 30 Kilometer von Le Ménil entfernt.

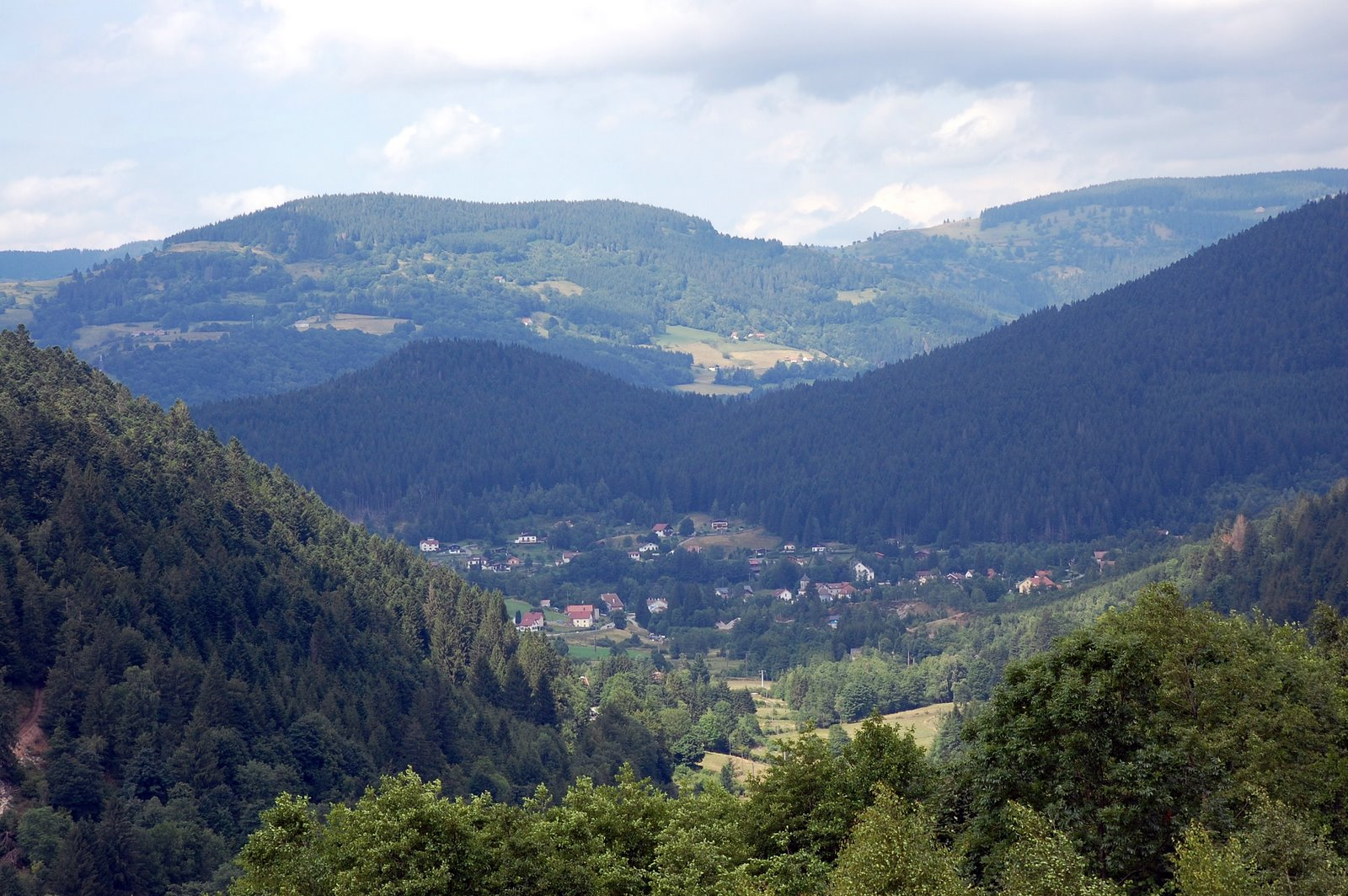
Col du Ménil

Das Gemeindegebiet von Le Ménil erstreckt sich über das breite Hochtal des Flüsschens Ruisseau du Ménil, einem Nebenfluss der oberen Mosel, bis auf die Höhen östlich des Orts, die nahe an den Vogesenhauptkamm heranreichen. Im nordöstlichen Winkel des Gemeindegebiets wird mit 1108 Metern über dem Meer der höchste Punkt erreicht. Das Tal des Ruisseau du Ménil verläuft parallel zum Vogesenkamm und quer zu den Tälern von Mosel und Moselotte, es stellt einen natürlichen Übergang zwischen den beiden Haupttälern dar. Der Sattel des Col du Ménil auf 621 Metern Höhe leitet zum Tal des Ruisseau de Travexin über, der die Talrichtung des Ruisseau du Ménil fortsetzt. Das Ménil-Tal wird im Westen von steil ansteigenden bewaldeten Höhen flankiert, während nach Osten hin das Gebiet sanfter ansteigt.

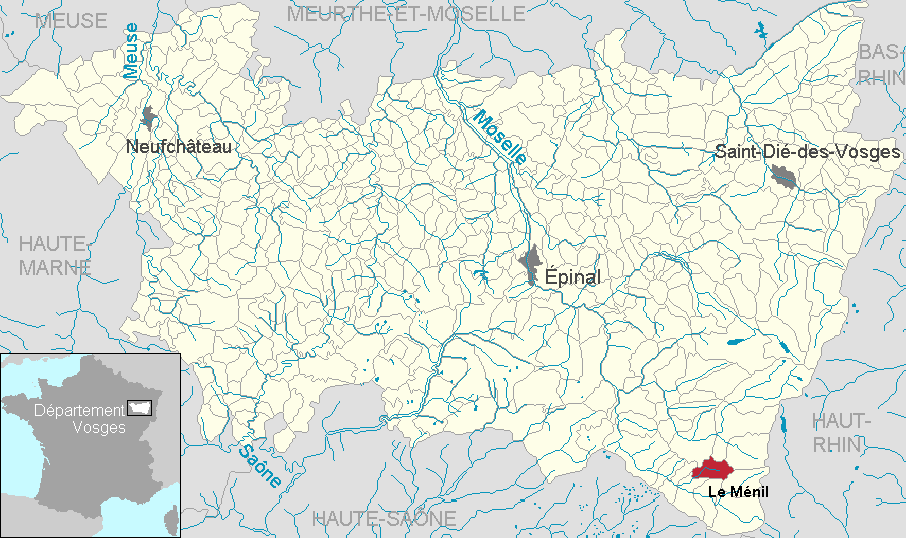
Lage der Gemeinde Le Ménil
im Département Vosges

Über ein Drittel des ca. 20 km² großen Gemeindegebiets ist mit Wäldern bedeckt, die zu den Forstarealen Forêt Domaniale du Géhant, Forêt du Bonhomme und Bois de Maxéromont gehören. Da die tieferen Lagen in der Gemeinde über 500 Meter über dem Meer liegen, ist ein wirtschaftlicher Ackerbau nicht möglich, so dass in den Tälern Wiesen und Viehweiden vorherrschen, die sich vereinzelt bis in die höheren Bergregionen erstrecken.
Die bebaute Siedlungsfläche ist weit verstreut, lediglich im Areal um die Kirche und im Ortsteil Demrupt erscheint die Bebauung etwas dichter. 
Nachbargemeinden von Le Ménil sind Saulxures-sur-Moselotte und Cornimont im Norden, Ventron im Nordosten, Bussang im Osten, Fresse-sur-Moselle und Le Thillot im Süden sowie Ramonchamp im Westen.

## Geschichte
Bis zur Französischen Revolution gehörte die verstreute Siedlungsstruktur des Ban de Ramonchamp zum Besitz der Äbtissinnen des Chapitre de Remiremont. Die heutige Gemeinde entstand bereits 1735 durch die Zusammenfassung der Weiler im oberen Méniltal.
Bis zur Mitte des 19. Jahrhunderts lebten die Einwohner von der Land- und Viehwirtschaft, daneben verdienten sich die Bauern als Holzfäller, Handwerker, Schreiner, Holzschuhmacher oder Gespannführer ihren Unterhalt.
Etwa um 1830 änderte sich die Erwerbsstruktur in Le Ménil, als kleine Spinnereien und Webereien entstanden. Nach dem Deutsch-Französischen Krieg 1870/1871 erlebte die Textilindustrie eine neue, verstärkte Blüte durch die Ansiedlung von Betrieben elsässischer Besitzer, die vor den Deutschen geflohen waren. An die Zeit der Textilindustrie erinnert eine Handspindel im Wappen der Gemeinde.
In den 1970er Jahren begann der Niedergang der Textilindustrie. Erst allmählich konnten neue Arbeitsplätze geschaffen werden.

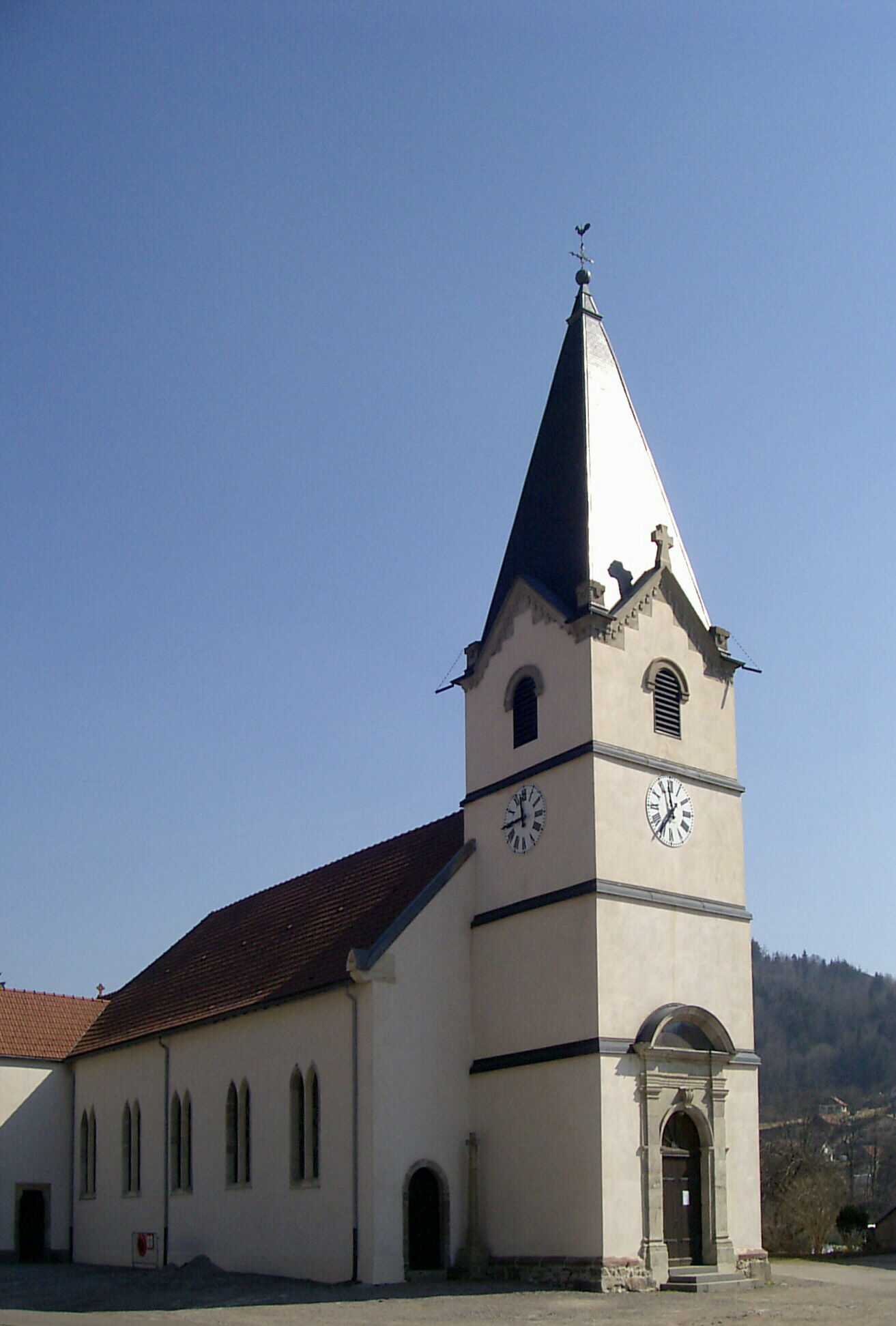
Kirche Saint-Blaise

### Bevölkerungsentwicklung
| Jahr      | 1962 | 1968 | 1975 | 1982 | 1990 | 1999 | 2010 | 2021 |
| --------- | ---- | ---- | ---- | ---- | ---- | ---- | ---- | ---- |
| Einwohner | 678  | 870  | 826  | 1067 | 1119 | 1117 | 1149 | 993  |

Im Jahr 1846 wurde mit 1658 Bewohnern die bisher höchste Einwohnerzahl ermittelt. Die Zahlen basieren auf den Daten von cassini.ehess und INSEE.

## Sehenswürdigkeiten

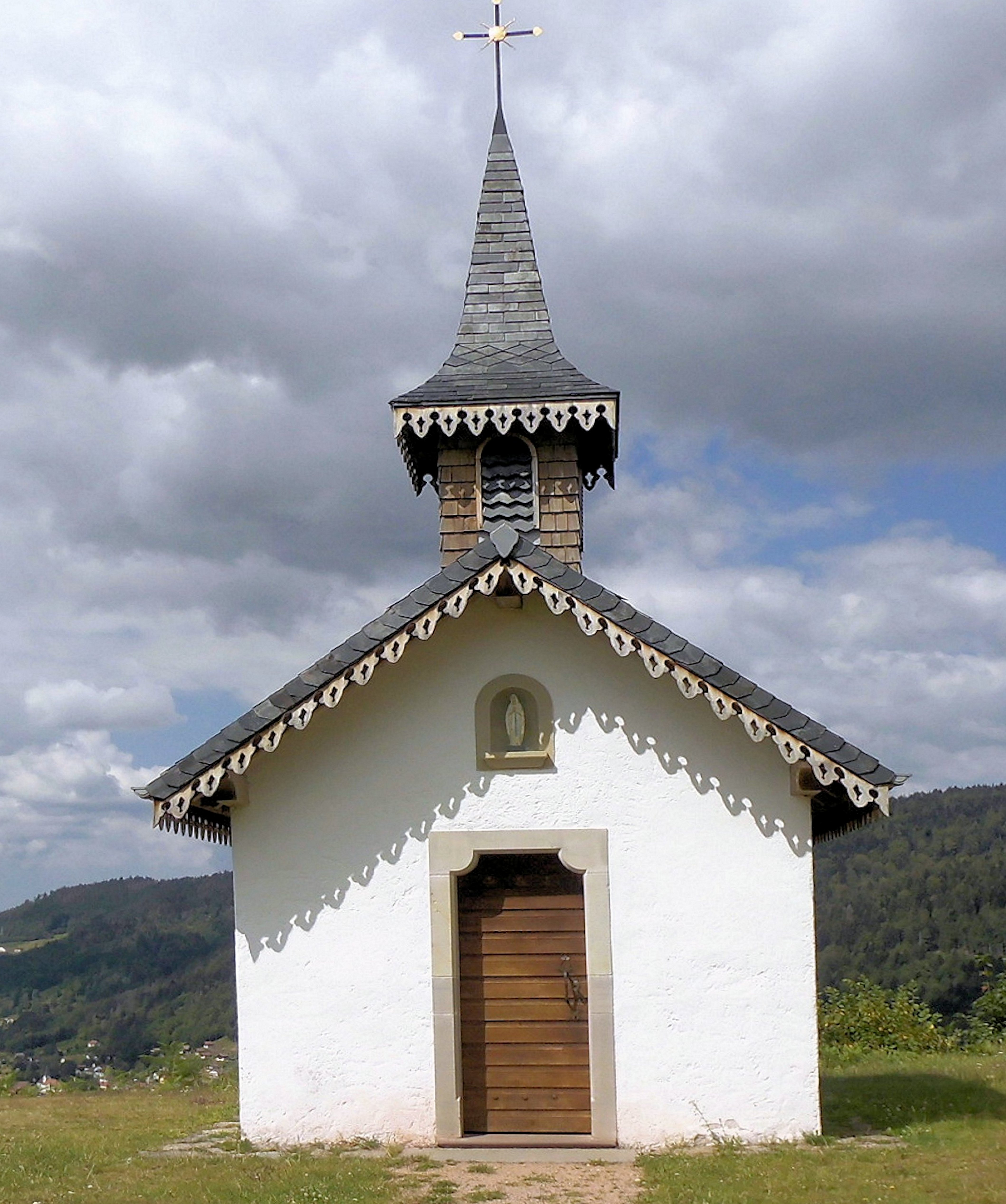
Kapelle des Mitleids (Chapelle de la Pitié)

- Kirche Saint-Blaise aus dem Jahr 1733
- zwei Bergkapellen (Chapelle de Salette, Chapelle de la Pitié)

## Wirtschaft und Infrastruktur
Nur noch wenige Einwohner von Le Ménil sind in der Land- und Forstwirtschaft beschäftigt. In der Gemeinde sind 14 Landwirtschaftsbetriebe ansässig (Gemüseanbau, Imkerei, Milchwirtschaft, Zucht von Rindern, Schafen und Ziegen). Kunststoff- und metallverarbeitende Betriebe haben sich im unmittelbar südlich von Le Ménil befindlichen Gewerbegebiet ZAC (Zone d'aménagement concerté) le Prey angesiedelt. Durch die Ausweisung und den Neubau zahlreicher Ferienhäuser und die Anlage eines Caravaning-Campingplatzes spielt heute der Tourismus in Le Ménil die wichtigste Rolle.
Die Fernstraße D 486 (früher Route nationale 486) führt von Lure über Le Ménil und den Col du Ménil nach Gérardmer und quert die in Ost-West-Richtung verlaufenden Vogesentäler. Die nächstgelegenen Gemeinden mit Bahnanschluss sind Remiremont und Fellering.

## Belege
1. ↑  Le Ménil auf cassini.ehess
2. ↑  Le Ménil auf INSEE
3. ↑  Landwirtschaftsbetriebe auf annuaire-mairie.fr (französisch)